# Campeonatos Europeos de la EUROSAF
Los Campeonatos Europeos de la EUROSAF son aquellas competiciones de vela que organiza a nivel continental la Federación Europea de Vela (EUROSAF). 
En la actualidad se trata de las siguientes competiciones:
- Campeonato Europeo de Match Racing (Europeans Match Racing)
  - Campeonato Abierto (Open Championship), desde 2012
  - Campeonato Abierto Juvenil (Open Youth Championship), desde 2013
  - Campeonato Femenino (Women Championship), desde 2013
- Campeonato Europeo Juvenil (European Youth Sailing)
- Campeonato de Europa por equipos de barcos con quilla (EUROSAF 2K Club Championship of Europe)
- Campeonato Europeo de Vela Adaptada (Disable European Championship)
- Copa de Campeones de la EUROSAF (Eurosaf Champions Sailing Cup)